# RedCLARA
RedCLARA („redes de educación – Cooperación Latino Americana de Redes Avanzadas“) ist ein lateinamerikanisches Internet-Forschungsnetzwerk, an das 600 universitären Forschungseinrichtungen angeschlossen sind. Betrieben wird das Forschungsnetz von der Initiative ALICE („América Latina Interconectada Con Europa“). RedCLARA ist über eine Hochgeschwindigkeits-Standleitung direkt an das europäische Forschungsnetz GÉANT angebunden.

## Weblink
- Webpräsenz (spanisch)